# Cucullia katangae
Cucullia katangae is een vlinder uit de familie uilen (Noctuidae). De wetenschappelijke naam van deze soort is voor het eerst geldig gepubliceerd in 1943 door Romieux.
De soort komt voor in tropisch Afrika.